# Mladež Hrvatske demokratske zajednice Bosne i Hercegovine
Mladež Hrvatske demokratske zajednice Bosne i Hercegovine (kratica: MHDZBiH i Mladež HDZBiH) je politički podmladak Hrvatske demokratske zajednice Bosne i Hercegovine. 
Mladež Hrvatske demokratske zajednice (HDZ) BiH je samostalna, suvremena, proeuropska i demokršćanska organizacija mladih koja djeluje unutar HDZ-a BiH.  Mladež HDZ BiH okuplja hrvatsku i drugu mladež s područja Bosne i Hercegovine sa svrhom profiliranja i izgradnje stranački opredijeljenih mladih ljudi, a svoje djelovanje temelji na Programu HDZ BiH i programskim deklaracijama koje sama donosi.  Među Hrvatima Bosne i Hercegovine Mladež HDZ-a BiH najmasovnija je i najjača politička organizacija mladih te je jedna od najorganiziranijih političkih organizacija mladih u Bosni i Hercegovini.
	Kroz svoje političko djelovanje zalaže se za BiH kao složenu, zajedničku državu u kojoj se poštuje trodioba vlasti, afirmira decentralizirani ustroj i razvoj lokalne samouprave. U svojoj Programskoj povelji zalaže se za suverenitet i konstitutivnost sva tri naroda u Bosni i Hercegovini, za nacionalno pomirenje, suživot i toleranciju konstitutivnih naroda i ostalih građana na čitavom prostoru Bosne i Hercegovine, što podrazumijeva i odgovarajuće ustavno - pravno i administrativno ustrojstvo BiH.
	Humanitarne akcije, ekološki projekti, športska natjecanja, javne tribine samo su dio aktivnosti koje Mladež organizira diljem Bosne i Hercegovine. Bilo da su one lokalnog, regionalnog ili nacionalnog karaktera, cilj im je promicati vrijednosne temelje na kojima se temelji naš rad. To su prije svega život u skladu s kršćanskom tradicijom i vrijednostima na kojima ona počiva te očuvanje tradicije, povijesti, kulture i jezika hrvatskog naroda. 
	Mladež HDZ BiH otvoreno nastupa i izražava mišljenje o svim bitnim pitanjima u Bosni i Hercegovini. Mladim ljudima takvo nešto nikada nije bilo lako, posebice u našem društvu u izazovnom vremenu u kojem živimo. Diljem svijeta mladi se svakodnevno bore za poboljšanje i očuvanje svojih prava. Njihovu sudbinu dijele i mladi u BiH koje prate problemi poput nezaposlenosti i niskog životnog standarda. Opredijeljena za europsku budućnost Bosne i Hercegovine Mladež je uvjerena da će članstvo u Europskoj uniji Bosni i Hercegovini dugoročno donijeti prosperitet i stabilnost. Uz sve ove probleme hrvatski narod i dan danas nije riješio svoje nacionalno pitanje. U Bosni i Hercegovini temeljno pitanje koje se tiče opstanka hrvatskog naroda u BiH kao konstitutivnog je donošenje novog Ustava BiH koji će hrvatskom narodu omogućiti ravnopravan položaj s druga dva konstitutivna naroda. Stoga, Mladež HDZ-a BiH snažno podržava i promovira ustavna rješenja koje predlaže Hrvatska demokratska zajednica BiH, jer su ona preduvjet očuvanja BiH kao samoodržive i politički stabilne države, a samim tim i preduvjet svih reformi koje će u konačnici dovesti do kvalitetnijeg života mladih.
Kroz svoje političko djelovanje zalažemo se za BiH kao složenu, zajedničku državu u kojoj se poštuje trodioba vlasti, afirmira decentralizirani ustroj i razvoj lokalne samouprave. U svojoj Programskoj deklaraciji posebice smo iskazali opredjeljenje:
I. Za jednakopravni ustavno-pravni položaj hrvatskog naroda u BiH i izgradnju moderne i pravne države;
II. Za očuvanje identiteta, povijesti, jezika, kulture, tradicije i vrijednosnih temelja hrvatskog naroda u BiH;
III. Za odgovornu politiku razvoja BiH i politiku mladih;
IV. Za Europsku budućnost BiH.

## Povijest

### Osnivanje i počeci
Organiziranje Mladeži HDZBiH počelo je 1991., kada je HDZ BiH imenovao Zorana Tomića za povjerenika Mladeži s ciljem okupljanja mladih članova i ustrojavanje organizacije. U Konjicu održan je 14. ožujka 1992. prvi sastanak dvadesetak predstavnika Mladeži iz devet općina Herceg-Bosne, te je osnovana organizacija pod nazivom Mladež HDZ Herceg-Bosne. Tajnim glasovanjem izabrano je Predsjedništvo, a za predsjednika izabran je Zoran Tomić.  

### Djelovanje u ratnim prilikama 1992. – 1994.
Početkom rata u Bosni i Hercegovini vodstvo organizacije dalo je dužnosnicima Mladeži po općinama naputke da se priključi postrojbama HVO za obranu hrvatskog naroda i prostora. Osim sudjelovanja na bojišnici Mladež organizira akciju dobrovoljnog davanja krvi za ranjenike Ratne franjevačke bolnice iz Nove Bile. Iseljeničke organizacije Mladeži HDZ-a posjećivala je bojišnice Herceg-Bosne, a uoči Božića 1993. stotinjak članova Mladeži HDZ-a iz Hrvatske u znaku potpore posjetilo je Mostar i dijelila pakete ranjenicima Ratne bolnice u Mostaru. 

### Obnova organizacije i 1. Konvencija
U proljeće 1994. obnavljaju se organizacije po općinama iako su i dalje postojale loše komunikacijske veze. Uz pomoć seniorskog djela HDZ-a stvarani su novi ogranci. Osnovana je gradska organizacija za Sarajevo. Vojnim vezama došla je vijest o osnivanju Mladeži HDZ Soli (Tuzla) i Srednje Bosne. 
Na 2. Konvenciji MHDZ Hrvatske održan 7.i 8. srpnja u Osijeku usvojen je zaključak o konfederalnom odnosu s Mladeži HDZ Bosne i Hercegovine, u skladu s tada po Washingtonskom sporazumu previđenom konfederalnom odnosu s Federacijom Bosne i Hercegovine. Na prvoj Konvenciji MHDZ BiH održanoj je 15. listopada 1994. u Mostaru 70 izaslanika iz cijele Federacije BiH donijelo je sljedeće odluke:
- Organizacija se zove Mladež HDZ Bosne i Hercegovine sa sjedištem u Sarajevu i Mostaru,
- Usvajanje Programske povelje s naglaskom na zaštitu hrvatskog naroda i prostora u BiH,
- Odluka o konfederalnom odnosu nacionalne organizacije MHDZ Hrvatske i MHDZ BiH,
- Pravilnik MHDZ BiH (tj. statut)
- Izbor Predsjedništva i Središnjeg odbora, te članova Nacionalnog odbora iz redova MHDZ BiH.

Za predsjednika je opet izabran Zoran Tomić (Ljubuški), za glavnog tajnika Vlatko Međugorac (Zenica), a za dopredsjednike Marinko Divković (Tuzla), Mario Grgić (Vareš) i Miroslav Landeka (Mostar).
Na Konvenciji bilo je nazočno kompletno stranačko vodstvo na čelu s predsjednikom HDZ BiH Darijom Kordićem, te je i svečano potpisana Odluka o konfederalnom odnosu. Naglašavajući jedinstvenost hrvatskog naroda u Hrvatskoj i Bosni i Hercegovini organizacija MHDZ BiH faktički je bila dio nacionalne organizacije MHDZ sa sjedištem u Zagrebu sve do lipnja 2002. 

### Akcije MHDZ BiH 90tih godina
Tijekom 90tih organizacija je bila pokretač mnogih akcija. Pored stalne međunacionalne napetosti i neizvjesnosti hrvatskog naroda za budućnost života i zapošljavanja MHDZ BiH organizirala pomoći Hrvatima Vareša, organizirala kulturne aktivnosti (Kazalište mladih Viteza), te provodila akcije "Knjiga za prijatelje", projekt "Abacus" - peticija za nabavu računala bez carine i poreza, te malonogometnog turnira za HVIDRA-u BiH. Zbog raširenog problema ovisnosti od alkohola i droge među mladom populacijom u BiH, inicijarala je niz tribine u borbi protiv droge i sudjelovala u Anti AIDS kampanji.

## Međunarodna suradnja
MHDZ BiH prvi puta se pojavila na međunarodnoj sceni na sjednici Izvršnog odbora DEMYC-a, podmlatka Europske demokratske unije (EDU) održanoj u Italiji, u Bozenu u glavnom gradu pokrajine Južnog Tirola 27. do 30. listopada 1994. U statusu promatrača sudjelovala je na Kongresu DEMYC-a u Grazu i imala tri izaslanika. Međunarodna suradnja se razvijala unatoč nepovoljnoj političkoj situaciji matične stranke HDZ-a BiH. Članica je DEMYC-a, te od 1999. sudjeluje u radu Mladeži Europske pučke stranke (YEPP).
Mladež Hrvatske demokratske zajednice (HDZ) BiH od 10. kongresa YEPP-a održanog 16. svibnja 2015. godine u Portu punopravni je član Mladeži Europske pučke stranke (YEPP).

## Konvencije i predsjednici Mladeži HDZ BiH
- Konjic, 14. ožujka 1992., Osnivačka skupština, predsjednik: Zoran Tomić
- Mostar, 15. listopada 1994., 1. konvencija, predsjednik: Zoran Tomić
- Sarajevo, 31. siječnja i 1. veljače 1997., 2. konvencija, predsjednik: Zdenko Lučić
- Mostar, 23. listopada 1998., 3. konvencija, predsjednik: Dragan Meter
- Kiseljak,  24. studenog 2001., 4. konvencija, predsjednik: Dragan Bagarić
- Stolac, 28. veljače 2004., 5. konvencija, predsjednik: Franjo Jurić
- Mostar, 23. rujna 2006., 1. programska konvencija
- Mostar, 27. listopada 2007., 6. konvencija, predsjednik: Bojan Domić
- Mostar, 18. prosinac 2010., 7. konvencija, predsjednik: Slaven Zeljko
- Mostar, 23. veljače 2013., 8. konvencija, predsjednik: Vedran Kožul
- Vitez, 30. kolovoza 2014., 2. Programska konvencija
- Mostar, 14. ožujka 2015., 9. konvencija, predsjednik: Vedran Kožul
- Mostar, 13. ožujka 2017., 10. konvencija, predsjednik: Mario Mikulić
- Mostar, 23. ožujka 2019., 11. konvencija, predsjednik: Mario Mikulić
- Mostar, 19.lipnja 2021., 12. konvencija, predsjednik: Mate Lončar
- Žepče, 3. rujna 2022., 3. programska konvencija
- Mostar, 10. lipnja 2023., 13. konvencija, predsjednik: Mate Lončar.

## Vanjske poveznice
- Mladež Hrvatske demokratske zajednice Bosne i Hercegovine
- Hrvatska demokratska zajednica Bosne i Hercegovine
- Mladež Hrvatske demokratske zajednice
- Democrat Youth Community of Europe  Arhivirana inačica izvorne stranice od 11. ožujka 2007. (Wayback Machine) (engl.)